# زفوله
زفوله Zwolle  هي بلدية ومدينة بمقاطعة أوفرآيسل بهولندا، على بعد 80 كيلومتراً من العاصمة أمستردام، وكانت من أهم مدن الرابطة الهانزية ما بين القرن الثاني عشر والسابع عشر وتعتبر اليوم إحدى أهم المدن في شمال هولندا وتقع على نهري «الايسل» و«الماء الأسود».

## طوبوغرافيا
خريطة طوبوغرافية هولندية لبلدية زفوله، سبتمبر 2014، (تقرأ بعد ثلاث نقرات على الخريطة).

## توأمة
لزفوله اتفاقيات توأمة مع كل من:
- فولوغدا
- كالينينغراد
- لونن (1 أكتوبر 1963 -)

## أعلام
- بيتر فيسيلز
- توما الكمبيسي
- ويليم بيترز
- جين لامبل دي جروت
- آنا كورنيليا هولت
- أنا فان دير بريغين
- رونالد مولدر
- شارلوته ويسليس
- هنري فان أوخ
- ميشال مولدر